# شهرستان نینگچنگ
شهرستان نینگچنگ (به لاتین: Ningcheng County) یک منطقهٔ مسکونی در چین است که در چیفنگ واقع شده‌است. شهرستان نینگچنگ ۵۵۱ متر بالاتر از سطح دریا واقع شده‌است.